# ندلتندو، آنگولا
ندلتندو (به انگلیسی: N'dalatando (Ndalatando)) شهری در استان کوانزای شمالی واقع در کشور آنگولا است که در سال ۲۰۰۹ میلادی ۴۵٬۲۹۵ نفر جمعیت داشته است.